# Montrouveau
Montrouveau ist eine französische Gemeinde mit 141 Einwohnern (Stand: 1. Januar 2022) im Département Loir-et-Cher in der Region Centre-Val de Loire. Sie gehört zum Arrondissement Vendôme und ist Teil des Kantons Montoire-sur-le-Loir. 

## Geografie
Montrouveau liegt etwa 35 Kilometer nordnordöstlich von Tours. Umgeben wird Montrouveau von den Nachbargemeinden Vallée-de-Ronsard und Les Essarts im Norden, Artins im Norden und Nordosten, Ternay im Osten und Nordosten, Les Hayes im Osten, Les Hermites im Süden und Südosten, Chemillé-sur-Dême im Süden und Südwesten sowie Villedieu-le-Château im Westen.

## Einwohnerentwicklung
| 1962                       | 1968 | 1975 | 1982 | 1990 | 1999 | 2006 | 2017 |
| 248                        | 217  | 171  | 139  | 113  | 110  | 126  | 154  |
| Quellen: Cassini und INSEE |      |      |      |      |      |      |      |

## Sehenswürdigkeiten
- Kirche Saint-Blaise